# Paul Lampert
Paul Lampert (Paul Louis Lampert) (n. 6 ianuarie 1930, București) este un jurnalist și scriitor român de origine alsaciană.

## Copilăria și studiile
Este descendentul uneia dintre cele mai vechi familii europene, localitatea alsaciană de referință Lampertheim fiind semnalată documentar la 824 e.n. ca domeniu al familiei contelui Von Lampert.
Este licențiat al Facultății de Litere, Universitatea București.

## Cariera
Debutează la 20 de ani, se legitimează la Agerpres, România liberă, Informația Bucureștiului, parcurge toate treptele profesionale, de la reporter la redactor-șef.
Este atestat ziarist profesionist, acreditat corespondent diplomatic și ziarist străin. În noiembrie-decembrie 1989 a fost  martor ocular la evenimentele de stradă din Praga și București, susținând activ sensul schimbărilor prin intervențiile sale în paginile revistei cehoslovace Orizont și cotidianului românesc Libertatea. În 1991 face parte din grupul de ziariști invitat de președintele României, Ion Iliescu, în prima sa vizită oficială peste hotare.
După 1989 și-a reluat preocupările literare din tinerețe. Publică sub semnătura Paul Louis Lampert (adăugându-și prenumele tatălui) reportaje literare, schițe, eseuri, aforisme, cugetări, editează și traduce literatură universală, obține atestatul de consilier editorial, înființează edituri. În prezent pregătește pentru tipar o amplă foaie de observație socio-profesională, Jurnalul unui jurnalist, subintitulată Ce nu a încăput în ziare.
Membru al Uniunii Ziariștilor, Societății Ziariștilor din România, Asociației Ziariștilor Liber-Profesioniști, Asociației Corespondenților Presei Străine, Organizației Internaționale a Jurnaliștilor.
La împlinirea vârstei de 50 de ani (1980) a fost decorat cu cel mai înalt ordin de stat al României.

## Jurnalistică
Circa 5.000 de articole, reportaje, comentarii, anchete, interviuri, foiletoane, editoriale publicate în peste 60 de ziare și reviste din țară și străinătate, printre care: Agerpres - redacțiile de știri interne și articole pentru străinătate, Scânteia, România Liberă,  Magazin, Viața Capitalei, Televiziunea Română, Informația Bucureștiului, Libertatea, Dimineața, Ioana, Men's Health,  Glasul Armatei, Scutul Patriei,   La Roumanie Nouvelle (director George Călinescu),  A travers la Roumanie, revista Orizont editată de Agenția Rapid - Praga, Vecerny Praha - Praga, Jenminjibao - Pekin, Nepszabadsag - Budapesta,  Revista mea - Tel Aviv, Trud - Moscova, Ukrainskaia Pravda - Kiev,  Bașkimi - Tirana ș. a.

## Aforisme
Circa 1.000 în publicații și volume, printre care:
- Petice calde, Editura Arc, București, 1993
- Aforism, rubrică de autor în revista Ioana, București, 2006-2009 [nefuncțională]
, , prioritatea nimanui%2... - 27k -[nefuncțională]
,
- Cugetările lui Paul Louis Lampert, rubrică de autor în revista Men's Health, București, 2006-2009
- Miniaturi,  Editura Pallas Athena, Focșani, 2013
- Maxime minime,  Editura eLiteratura, București, 2015

## Reportaje
- Un ateu în Țara Sfântă, Editura eLiteratura, București, 2014
- Pelerin fără voie,  Editura eLiteratura, București, 2014

## Schițe
Circa 100, printre care:
- Cantonamentul , Mica bibliotecă Magazin , revista Magazin - București, nr. 482, 29.12.1966
- Povestea porcului, Informația Bucureștiului, 24.10.1981
- Popasuri cu Mitică, Turism și literatură, BTT, București, iulie 1985
- La cap de linie, Almanahul Rebus Estival, București, iunie 2006
- Ce este viața?, Ioana, august, 2006
- Expoziția, Men’s Health, august 2006 - 31k Arhivat în 10 mai 2008, la Wayback Machine.
- Broscoiul și carapacea, Men's Health, martie 2009 [nefuncțională]
- Scurtisime,  Editura eLiteratura, București, 2015

## Traduceri
- Karl May, Valea morții, traducere de Paul Lampert, Editura Arc, București, 1993 roRO300RO300&q=ro.wikipedia.org/wiki/Karl May+-+41k
- Karl May, Valea morții ("Im Tal des Todes"), traducere de Paul Lampert, Editura Pallas, București, 1996, volumul 20 al colecției roRO300RO300&q=ro.wikipedia.org/wiki/Karl May+-+41k
- Jules Verne, O călătorie spre centrul Pământului (,,Voyage au centre de la terre”), traducere de Paul Lampert, Editura Eden, București, 1992 au centre de la Terre[nefuncțională]